# Metasia
Metasia is een geslacht van vlinders uit de familie van de grasmotten (Crambidae), uit de onderfamilie van de Spilomelinae. De wetenschappelijke naam van dit geslacht is voor het eerst voorgesteld door Achille Guenée in een publicatie uit 1854.

## Soorten
- M. acharis Meyrick, 1889
- M. achroa (Lower, 1903)
- M. albicostalis Hampson, 1900
- M. albula Hampson, 1899
- M. alvandalis Amsel, 1961
- M. angustipennis Rothschild, 1921
- M. annuliferalis Hampson, 1903
- M. aphrarcha (Meyrick, 1887)
- M. arenbergeri Slamka, 2013
- M. arida Hampson, 1913
- M. asymmetrica Amsel, 1970
- M. ateloxantha (Meyrick, 1887)
- M. baezi Falck, Karsholt & Slamka, 2022
- M. belutschistanalis Amsel, 1961
- M. bilineatella Inoue, 1996
- M. capnochroa (Meyrick, 1884)
- M. carnealis (Treitschke, 1829)
- M. celaenophaes (Turner, 1913)
- M. chionostigma J. F. G. Clarke, 1971
- M. comealis Amsel, 1961
- M. coniotalis Hampson, 1903
- M. corsicalis (Duponchel, 1833)
- M. criophora Hampson, 1899
- M. cuencalis Ragonot, 1894
- M. cyrnealis Schawerda, 1926
- M. delotypa (Turner, 1913)
- M. dicealis (Walker, 1859)
- M. dryocausta Meyrick, 1938
- M. ectodontalis Lower, 1903
- M. empelioptera J. F. G. Clarke, 1971
- M. eremialis Hampson, 1913
- M. exculta Meyrick, 1934
- M. familiaris (Meyrick, 1884)
- M. farsalis Amsel, 1961
- M. gigantalis (Staudinger, 1871)
- M. gnorisma J. F. G. Clarke, 1971
- M. grootbergensis Mey, 2011
- M. harmodia (Meyrick, 1887)
- M. hemicirca (Meyrick, 1887)
- M. hilarodes Meyrick, 1894
- M. hodiusalis (Walker, 1859)
- M. homogama (Meyrick, 1887)
- M. homophaea (Meyrick, 1885)
- M. hymenalis Guenée, 1854
- M. ibericalis Ragonot, 1894
- M. inustalis Ragonot, 1894
- M. kasyi Amsel, 1970
- M. kurdistanalis Amsel, 1961
- M. laristanalis Amsel, 1961
- M. liophaea (Meyrick, 1887)
- M. masculina (Strand, 1918)
- M. mimicralis Amsel, 1970
- M. minimalis Amsel, 1970
- M. morbidalis Leech & South, 1901
- M. mzabi Rothschild, 1913
- M. ochrochoa (Meyrick, 1887)
- M. octogenalis Lederer, 1863
- M. ophialis (Treitschke, 1829)
- M. orphnopis Turner, 1915
- M. ossealis Staudinger, 1879
- M. paganalis South, 1901
- M. pagmanalis Amsel, 1961
- M. parallelalis Rothschild, 1921
- M. parvalis Caradja, 1916
- M. perfervidalis (Hampson, 1913)
- M. perirrorata Hampson, 1913
- M. pharisalis (Walker, 1859)
- M. phragmatias Lower, 1903
- M. polytima Turner, 1908
- M. profanalis (Walker, 1866)
- M. punctimarginalis Hampson, 1913
- M. rebeli Slamka, 2013
- M. rosealis Ragonot, 1895
- M. roseocilialis Hampson, 1918
- M. sabulosalis Warren, 1896
- M. sefidalis Amsel, 1961
- M. sinuifera Hampson, 1913
- M. spilocrossa (Turner, 1913)
- M. straminealis Hampson, 1903
- M. strangalota (Meyrick, 1887)
- M. subtilialis Caradja, 1916
- M. suppandalis (Hübner, 1823)
- M. tiasalis (Walker, 1859)
- M. triplex (Turner, 1913)
- M. tumidalis Hampson, 1913
- M. typhodes Turner, 1908
- M. vicanalis South, 1901
- M. virginalis Ragonot, 1894
- M. xenogama (Meyrick, 1884)
- M. zinckenialis Hampson, 1899
- M. zophophanes (Turner, 1937)